# Sniffy Dog
Sniffy Dog ist ein englisches Musikproduzentenduo.

## Biografie
Mit ihrer Firma Sniffy Dog Music & Sound Design Ltd. produzieren sie Musik und musikalische Untermalung für Werbefilme und Film- und Fernsehspots. Zu ihren Kunden zählen Unternehmen wie die Automobilhersteller Volvo, Ford und BMW, Philips und Sony, Heinz und Coca-Cola.
Ins Bewusstsein einer breiteren Öffentlichkeit traten sie 2012 durch einen Werbespot für das Mobilfunkunternehmen O2. Für eine neue Werbekampagne wurde ein Video mit dem Titel Things Are Changing gedreht. Als Musik produzierten Sniffy Dog den Klassiker Little Boxes von Malvina Reynolds aus dem Jahr 1962 neu. Das Lied war Mitte der 2000er durch die Fernsehserie Weeds – Kleine Deals unter Nachbarn zu neuer Popularität gekommen. Gesungen wurde die neue Version mit abgewandeltem Text von der in London lebenden US-amerikanischen Sängerin und Schauspielerin Adrienne Stiefel. Mit ihr hatten Sniffy Dog schon in den Jahren zuvor bei Werbefilmen für Philips, Volkswagen und Kinder zusammengearbeitet.
Nach der Veröffentlichung des Spots wurde die Aufnahme von Sniffy Dog featuring Adrienne Stiefel auch in den Downloadshops angeboten und erreichte im März 2012 die britischen Charts. Es war die erste Chartplatzierung für Little Boxes in Großbritannien.

## Diskografie
Lieder
- Little Boxes (featuring Adrienne Stiefel, 2012)